# Port lotniczy Kruševac
Port lotniczy Kruševac (IATA: KSC, ICAO: LYKS) – port lotniczy położony 2 kilometry na południe od Kruševaca (Serbia). Używany do celów sportowych.